# Адріан Монзенський
Святий Адріан Монзенський (у світі Амос, † 1610, с. Ферапонтово, Буйський район, Костромської області) — російський святий, преподобний, засновник (1592) Благовіщенського монастиря на річці Монза поблизу Костроми.
Преподобний Адріан Монзенський жив у XVI і початку XVII століття, був уродженцем міста Костроми. У світі носив ім'я Амос. По виповненні повноліття повинен був за бажанням батьків вступити в шлюб, але важко захворів. Під час хвороби йому було видіння одинокого храму між двома річками і почувся голос: «Тут твоє місце». Прийнявши чернечий постриг в Геннадієвому монастирі, подвижник відправився на північ шукати храм між двома річками. Він служив в Спасо-Каменному, потім в Павловому Обнорському монастирі. Нарешті, знайшов в глухому місці запустілий храм, розташований так, як представилось йому у видінні. Проте весняні води затопляли навесніце місце, тому преподобний Адріан і декілька ченців, що прийшли з ним вирішили переселитися. В 1590 році в обитель прийшов невідомий старець і порадив ченцям перейти до преподобного Ферапонта Монзенського, що вони і виконали. Тут, в пустинному місці, при впаденні річки Монзи в Кострому, святий Адріан прожив рік під керівництвом преподобного Ферапонта (+ 1591, пам'ять 12 грудня), потім заснував на ріці Монзі, поблизу Костроми, Благовіщенську обитель. Братія годувалась землеробством, преподобний Адріан був першим в роботах. Помер він в заснованій ним обителі в 1610 році. Мощі його були покладені разом з мощами преподобного Ферапонта в Благовіщенській церкві. Житіє святих написано близько 1645 року.
В 1764 році Благовіщенський монастир було скасовано і перетворено в приходську церкву (нині це Благовіщенський храм с. Ферапонтово Буйського района Костромської області). В 1937 році Благовіщенська церква була закрита, древні ікони преподобного були втрачені, однак мощі святого не вскривалися і продовжували залишатися під спудом. Богослужіння в Благовіщенському храмі були відновлені в 1998 році.
Пам'ять в Православній церкві 5 травня (18 травня).